# باغ‌سفارت آلمان در تهران
باغ‌سفارت آلمان در شمال پل رومی قبل از جنبش مشروطه در دست آلمان‌ها و اقامتگاه سفیر آن‌ها در تهران بود. پس از ترک آلمان‌ها در جنگ جهانی دوم، این باغ تبدیل به مقر ییلاقی وزارت امور خارجه شد و در آن احمد قوام‌السلطنه به عنوان نخست‌وزیر امور کشور را اداره کرد. بعد از بازگشت سفارت آلمان، این باغ دوباره به آن‌ها برگشت و اکنون اقامتگاه سفیر و ییلاق تابستانی این سفارت در تهران است. در این باغ چندین درخت سر به فلک کشیده چنار، بید و گردو و اتاق‌های بزرگ و بلند وجود دارد که پنج هکتار با ۱۲ آبگیر آبیاری می‌شود. این باغ بعنوان یکی از جاذبه‌های دل‌انگیز شمیران شناخته شده‌است که با وجود پارک‌ها و باغ‌ها با درختان سر به فلک کشیده، کوچه‌هایی پر از سایه و هوایی شفاف و آفتابی دارد. حضور تاگور شاعر بلندآوازه هندی در سال ۱۹۳۴ م/۱۳۱۳ ش، در شمیران و در سفارت آلمان در آن باغ، یکی از لحظات مهم تاریخ اجتماعی شمیران به‌شمار می‌آید.